# Остін Вотсон
Остін Вотсон (англ. Austin Watson; нар. 13 січня 1992, Енн-Арбор) — американський хокеїст, центральний нападник клубу НХЛ «Нашвілл Предаторс».

## Ігрова кар'єра
Хокейну кар'єру розпочав 2008 року виступами за команду «Віндзор Спітфайрс» (ОХЛ).
2010 року був обраний на драфті НХЛ під 18-м загальним номером командою «Нашвілл Предаторс».
До 2013 захищав кольори команд «Пітерборо Пітс» і «Лондон Найтс» (обидва ОХЛ), а також «Мілвокі Едміралс» (АХЛ).
У сезоні 2012/13 провів перші шість матчів у клубі НХЛ «Нашвілл Предаторс». Наступні два сезони провів у складі фарм-клубу «Мілвокі Едміралс».
З сезону 2015/16 закріпився в складі «хижаків».
У складі юніорської збірної США чемпіон світу 2010 року.

## Нагороди та досягнення
- Володар Кубка Джона Росса Робертсона в складі «Віндзор Спітфайрс» — 2009.
- Володар Меморіального кубка в складі «Віндзор Спітфайрс» — 2009.
- Володар Кубка Джона Росса Робертсона в складі «Лондон Найтс» — 2012.

## Статистика

### Клубні виступи
| Сезон        | Клуб                | Ліга         | Регулярний сезон | Регулярний сезон | Регулярний сезон | Регулярний сезон | Регулярний сезон | Плей-оф | Плей-оф | Плей-оф | Плей-оф | Плей-оф |
| Сезон        | Клуб                | Ліга         | І                | Г                | П                | О                | ШХ               | І       | Г       | П       | О       | ШХ      |
| ------------ | ------------------- | ------------ | ---------------- | ---------------- | ---------------- | ---------------- | ---------------- | ------- | ------- | ------- | ------- | ------- |
| 2008–09      | «Віндзор Спітфайрс» | ОХЛ          | 63               | 10               | 19               | 29               | 41               | 20      | 0       | 3       | 3       | 15      |
| 2009–10      | «Віндзор Спітфайрс» | ОХЛ          | 42               | 11               | 23               | 34               | 14               | —       | —       | —       | —       | —       |
| 2009–10      | «Пітерборо Пітс»    | ОХЛ          | 10               | 9                | 11               | 20               | 8                | 4       | 2       | 0       | 2       | 2       |
| 2010–11      | «Пітерборо Пітс»    | ОХЛ          | 68               | 34               | 34               | 68               | 54               | —       | —       | —       | —       | —       |
| 2010–11      | «Мілвокі Едміралс»  | АХЛ          | 5                | 0                | 0                | 0                | 0                | 3       | 0       | 0       | 0       | 0       |
| 2011–12      | «Пітерборо Пітс»    | ОХЛ          | 32               | 14               | 19               | 33               | 33               | —       | —       | —       | —       | —       |
| 2011–12      | «Лондон Найтс»      | ОХЛ          | 29               | 11               | 24               | 35               | 14               | 19      | 10      | 7       | 17      | 10      |
| 2012–13      | «Мілвокі Едміралс»  | АХЛ          | 72               | 20               | 17               | 37               | 22               | 4       | 1       | 0       | 1       | 0       |
| 2012–13      | «Нашвілл Предаторс» | НХЛ          | 6                | 1                | 0                | 1                | 0                | —       | —       | —       | —       | —       |
| 2013–14      | «Мілвокі Едміралс»  | АХЛ          | 76               | 22               | 24               | 46               | 24               | 3       | 0       | 0       | 0       | 6       |
| 2014–15      | «Мілвокі Едміралс»  | АХЛ          | 76               | 26               | 18               | 44               | 34               | —       | —       | —       | —       | —       |
| 2015–16      | «Нашвілл Предаторс» | НХЛ          | 57               | 3                | 7                | 10               | 32               | —       | —       | —       | —       | —       |
| 2016–17      | «Мілвокі Едміралс»  | АХЛ          | 3                | 1                | 0                | 1                | 9                | —       | —       | —       | —       | —       |
| 2016–17      | «Нашвілл Предаторс» | НХЛ          | 77               | 5                | 12               | 17               | 99               | 22      | 4       | 5       | 9       | 28      |
| Усього в НХЛ | Усього в НХЛ        | Усього в НХЛ | 140              | 9                | 19               | 28               | 131              | 22      | 4       | 5       | 9       | 28      |

### Збірна
| Рік              | Команда          | Турнір           | Місце            | І  | Г | П | О  | ШХ |
| ---------------- | ---------------- | ---------------- | ---------------- | -- | - | - | -- | -- |
| 2010             | США              | ЮЧС              | 1                | 7  | 2 | 1 | 3  | 33 |
| 2012             | США              | МЧС              | 7-е              | 6  | 3 | 6 | 9  | 0  |
| Молодіжна збірна | Молодіжна збірна | Молодіжна збірна | Молодіжна збірна | 13 | 5 | 7 | 12 | 33 |